# Suhast (Pyrénées-Atlantiques)
Pour les articles homonymes, voir Suhast.
Suhast est une ancienne commune française du département des Pyrénées-Atlantiques. Le 22 mars 1842, la commune fusionne avec Camou-Mixe pour former la nouvelle commune de Camou-Mixe-Suhast. En 1972 celle-ci est rattachée à la commune de Aïcirits, dont le nom est modifié en 1984 pour reprendre une partie du nom de cette ancienne commune. Désormais, elle s'appelle Aïcirits-Camou-Suhast.

## Géographie
Le village fait partie du pays de Mixe dans la province basque de Basse-Navarre.

## Toponymie
Le toponyme Suhast apparaît sous les formes 
Sancta Maria de Suhast (1160), 
Suhast (1316), 
Suast (1350), 
Suhast (1413) et 
Suast (1513, titres de Pampelune).

## Héraldique
| Blason | Blasonnement : D'or à trois arbres de sinople, fûtés au naturel (d'argent)(chênes arrachés de sinople, fûtés au naturel). Commentaires : Camou-Mixe est une ancienne commune française qui fusionne avec Suhast le 22 mars 1842, pour former la nouvelle commune de Camou-Mixe-Suhast. En 1972, elle a été rattachée à la commune de Aïcirits, dont le nom a été modifié en 1984 pour reprendre une partie du nom de cette ancienne commune. Désormais, elle s'appelle Aïcirits-Camou-Suhast. |

## Démographie
Le recensement à caractère fiscal de 1412-1413, réalisé sur ordre de Charles III de Navarre, comparé à celui de 1551 des hommes et des armes qui sont dans le présent royaume de Navarre d'en deçà les ports, révèle une démographie en forte croissance. Le premier indique à Suhast la présence de 6 feux, le second de 22 (21 + 1 feu secondaire). 
Le recensement de la population de Basse-Navarre de 1695 dénombre 38 feux à Suhast.
| 1793 | 1800 | 1806 | 1821 | 1831 | 1836 |
| ---- | ---- | ---- | ---- | ---- | ---- |
| 148  | 152  | 155  | 131  | 145  | 148  |

## Pour approfondir